# Смартограф

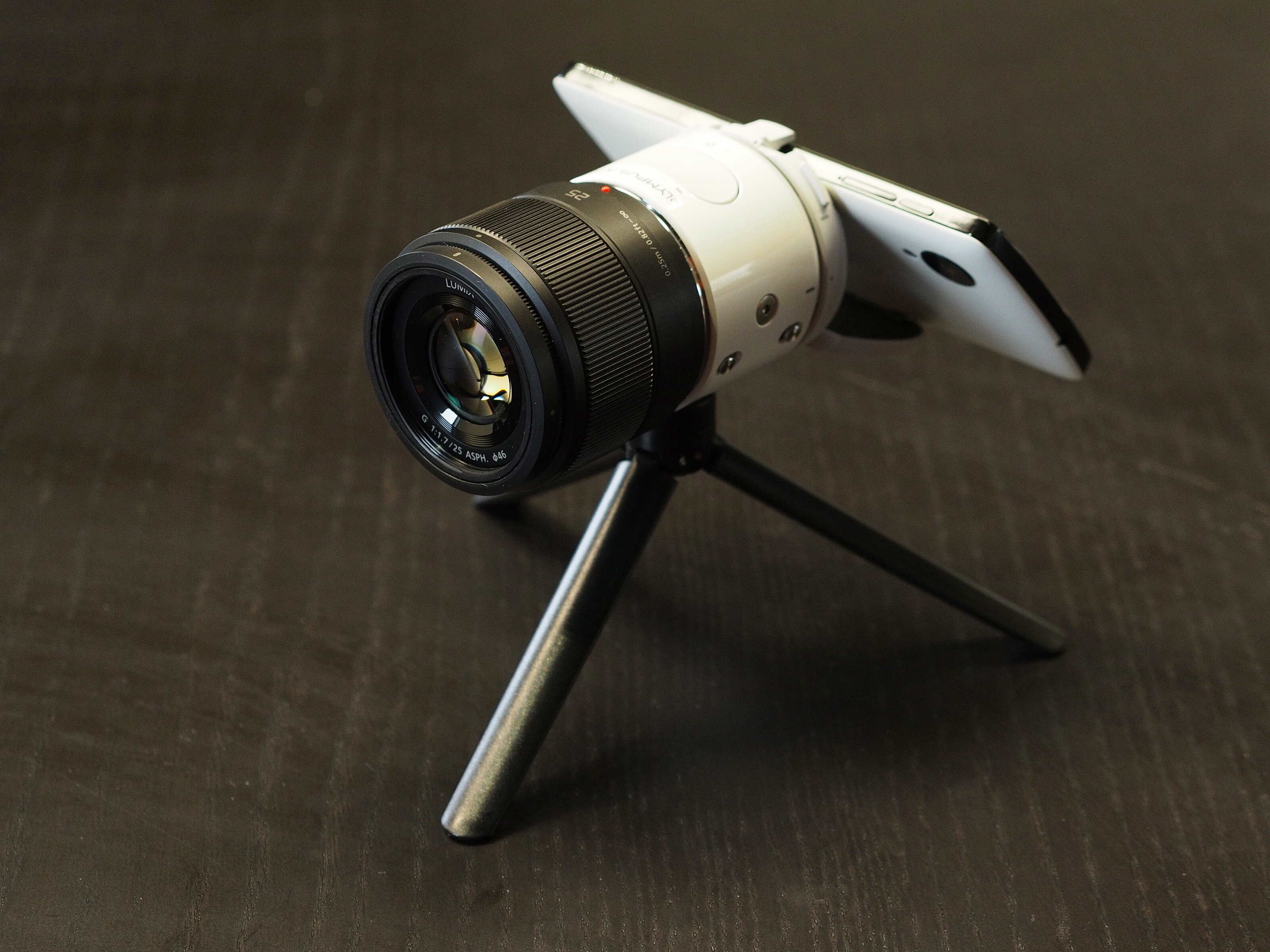
Olympus Air A01

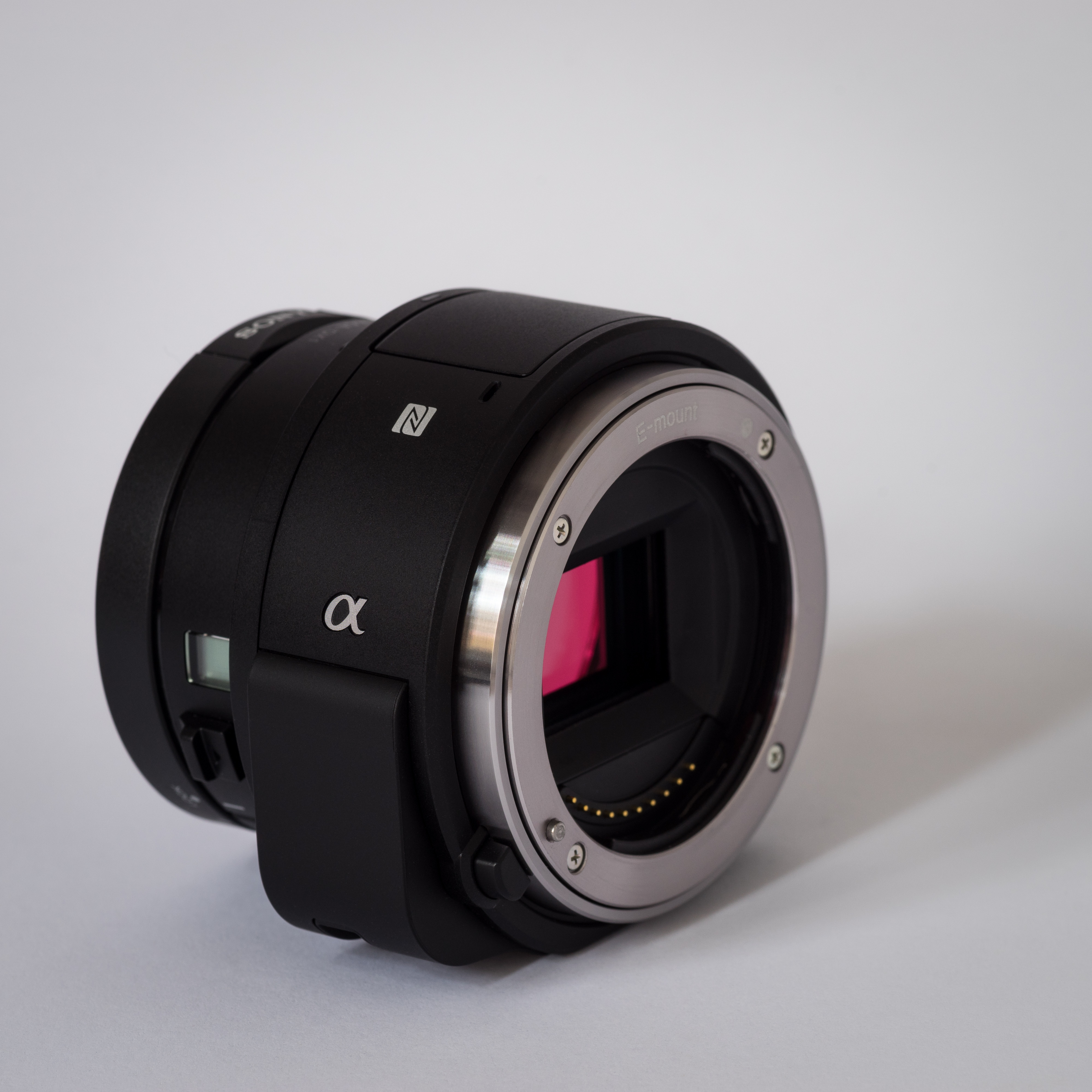
Sony Alpha ILCE-QX1 с байонетом для присоединения фотообъективов

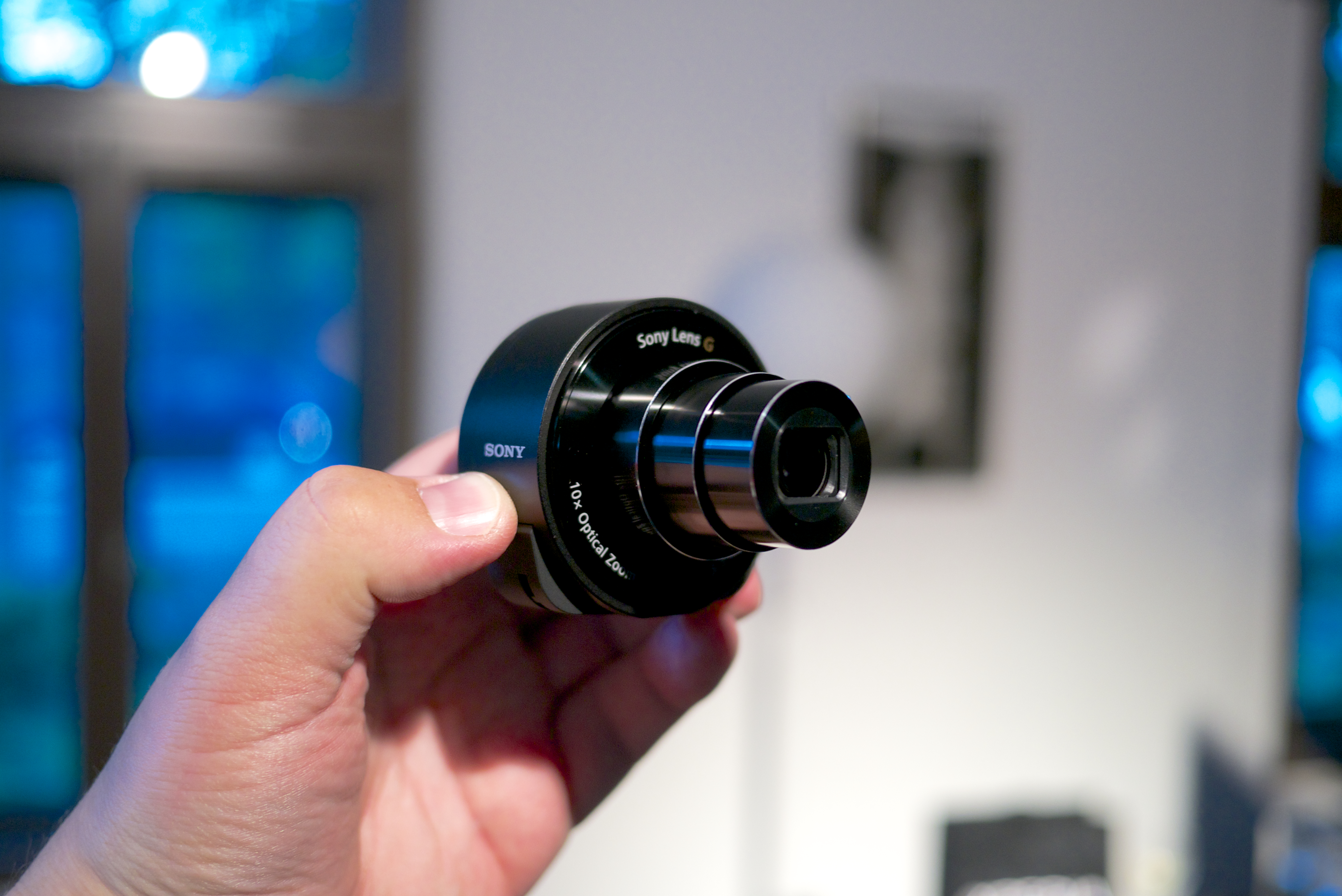
Sony DSC-QX10

Смартограф, «автономный объектив» — разновидность модульного цифрового фотоаппарата, предназначенная для использования совместно со смартфоном. Представляет собой съёмный модуль без видоискателя, но содержащий фотоматрицу, фотозатвор и объектив. Наиболее совершенные смартографы могут оснащаться также аккумулятором, флеш-памятью и органами управления, что позволяет использовать их на удалении от смартфона и даже без него. Подключение к смартфону происходит по интерфейсам Wi-Fi или NFC. Существуют модели смартографов, например «Sony Alpha ILCE-QX1», не оснащённые встроенным объективом, вместо которого установлен байонет для присоединения сменной оптики от фотоаппаратов.

## Модели

### Беспроводные модули
| Производитель | Модель        | Объектив                               | Стабилизатор | Матрица           | Дата выпуска                                |
| ------------- | ------------- | -------------------------------------- | ------------ | ----------------- | ------------------------------------------- |
| Sony          | ILCE-QX1      | сменный, байонет Sony E                |              | 20,1 Мпкс, APS-C  | 3 сентября 2014                             |
| Sony          | DSC-QX10      | 4,45-44,5 мм (25-250 мм ЭФР) f/3,3-5,9 | есть         | 18,2 Мпкс, 1/2,3" | 4 сентября 2013                             |
| Sony          | DSC-QX30      | 4,3-129 мм (24-709 мм ЭФР) f/3,5-6,3   | есть         | 20,4 Мпкс, 1/2,3" | 3 сентября 2014                             |
| Sony          | DSC-QX100     | 10,4-37,1 мм (28-100 мм ЭФР) f/1,8-4,9 | есть         | 20,2 Мпкс, 1"     | 4 сентября 2013                             |
| Vivitar       | ViviCam IU680 | сменный, байонет Nikon 1               |              |                   | на выставке CES 2014, в продаже не появился |
| Kodak         | PixPro SL5    | 28-140 мм f/3,9-6,3                    |              | 16 Мпкс           |                                             |
| Kodak         | PixPro SL10   | 28-280 мм f/3,2-5,6                    |              | 16 Мпкс, 1/2,3"   |                                             |
| Kodak         | PixPro SL25   | 24-600 мм f/3,7-6,2                    | есть         | 16 Мпкс, 1/2,3"   |                                             |
| Olympus       | Air A01       | сменный, байонет Micro4/3              | нет          | 16 Мпкс, M4/3     | 30 июня 2015                                |
| Oppo          | O-Lens        | 5-50 мм f/3,2-5,6                      | есть         | 16 Мпкс           | декабрь 2014 на IFA, в продаже не появился  |
| Altek         | Cubic         | 30-90 мм f/3,3-5,9                     | есть         | 13 Мпкс, 1/2,3"   |                                             |

### Присоединяемые модули
| Производитель | Модель | Подключение            | Объектив | Стабилизатор | Матрица        | Дата выпуска |
| ------------- | ------ | ---------------------- | -------- | ------------ | -------------- | ------------ |
| Asus          | 360    | Micro USB / USB Type-C |          |              | 8,4 Мпкс, 360° |              |